# Campina (Kartoffel)

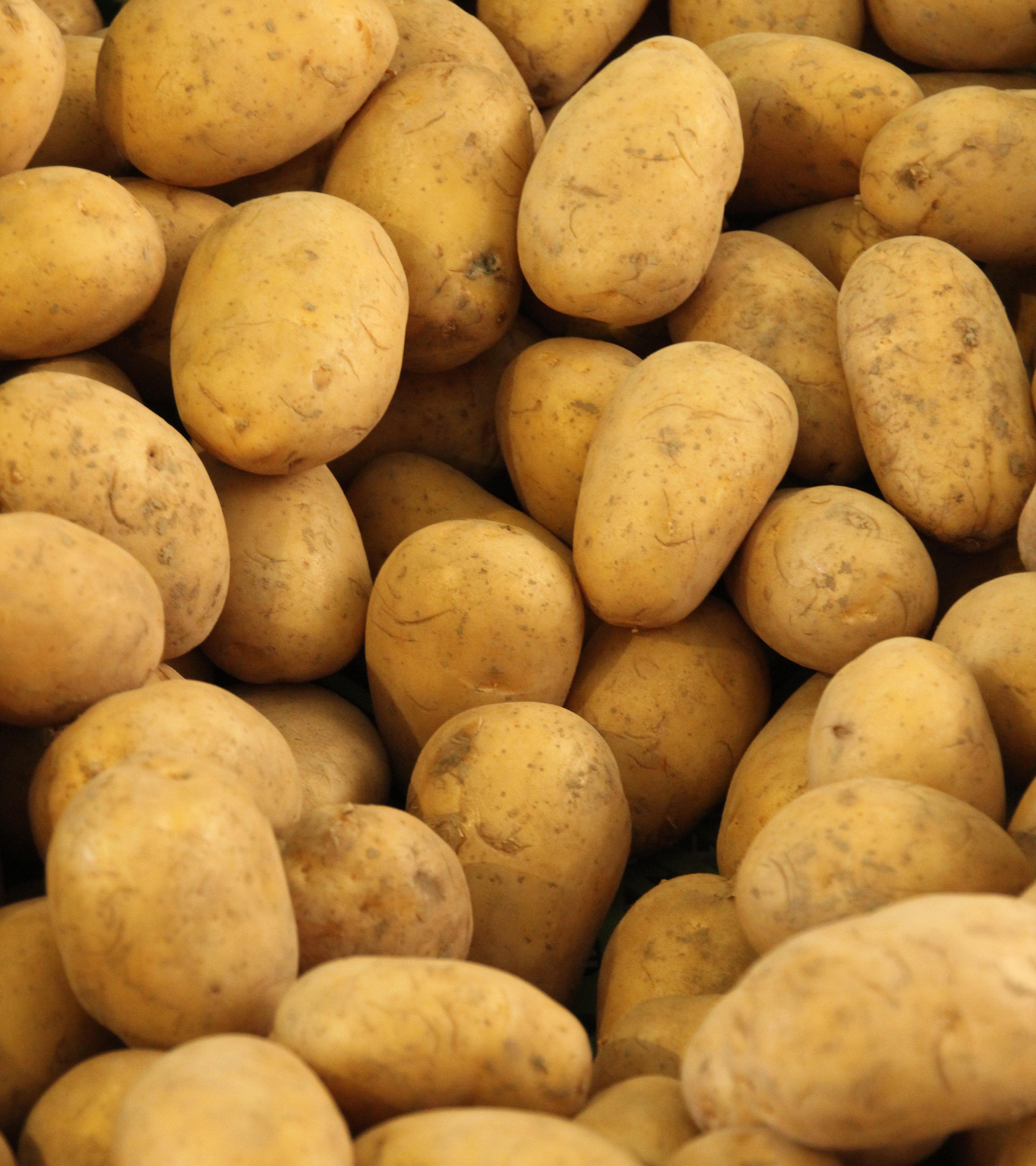
Campina

Campina ist eine festkochende Speisekartoffelsorte. Sie ist sehr ertragreich und bildet glattschalige Knollen.
Campina ist resistent gegen das Y-Virus, Rhizoctonia,  Eisenfleckigkeit,  Silberschorf und Y-NTN.
Ihre Blüten sind weiß, ihre Jugendentwicklung verläuft zügig. Campina ist gegen die Nematodenarten Ro1 und Ro4 resistent. Sie bildet ovale Knollen mit sehr flacher Augenlage aus. Die Knollen zeichnen sich durch ihre gleichmäßige Größensortierung und guten Geschmack aus, der Stärkegehalt ist mit rund 12 % niedrig, Kochdunkelung kommt nur wenig vor.
Die Sorte kann auch für den Bioanbau genutzt werden.
Von den einjährig geprüften Sorten erreichte sie im Landessortenversuch Sachsen-Anhalt die besten Marktwarenerträge. Zugelassen wurde Campina in Deutschland im Jahr 2009. Sie wies im Landessortenversuch Sachsen Mängel im Geschmack auf.